# Microvelia albonotata
Microvelia albonotata är en insektsart som beskrevs av Champion 1898. Microvelia albonotata ingår i släktet Microvelia och familjen vattenlöpare. Inga underarter finns listade i Catalogue of Life.